# Amt für Arbeitsschutz
Die Staatlichen Ämter für Arbeitsschutz (StÄfA) sind die Überwachungs- und Beratungseinrichtungen der Bundesländer für Sicherheit und Gesundheit bei der Arbeit. Im Zuge von Verwaltungsreformen wurden die StÄfA in den letzten Jahren in vielen Bundesländer in andere Behörden eingegliedert, so in Nordrhein-Westfalen in die Dezernate Arbeitsschutz der fünf Bezirksregierungen.

## Aufgaben
Aufgabe der Ämter ist unter anderem die Überwachung der Einhaltung staatlicher Arbeitsschutzvorschriften. In ihrer Funktion als Sonderordnungsbehörden nehmen sie hoheitliche Aufgaben wahr. Die Staatlichen Ämter für Arbeitsschutz sind außerdem Sensor für Arbeitsschutzprobleme und Ansprechpartner für Arbeitnehmer als auch für Arbeitgeber in sämtlichen Belangen des Arbeits- und Gesundheitsschutzes in der Arbeitswelt. Sie sichern die Qualität des Arbeitsschutzsystems; das heißt, sie koordinieren alle mit dem Arbeitsschutz in Verbindung stehenden Aktivitäten im Land.

## Kooperation
In der Durchführung ihrer Aufgaben suchen die Staatlichen Ämter für Arbeitsschutz bewusst den Kontakt mit allen am Arbeitsschutz beteiligten Personen, Organisationen und Institutionen. Das Ziel ist, eine partnerschaftliche Kooperation zu erreichen. Diese manifestiert sich zum Teil in Gemeinschaftsprojekten – sog. Netzwerken – wie z. B. INGA (Initiative Gesunde Arbeitswelt Münsterland), dem Runden Tisch Siegen oder auch dem Projekt Gesünder Arbeiten mit System.